# Inácio Steinhardt
Inácio Kremer Steinhardt ComM (Lisboa, 5 de Outubro de 1933), residente em Israel desde 1976, é um investigador, tradutor, empresário, jornalista, ensaísta e estudioso do judaísmo em Portugal. A par de uma carreira de cerca de 50 anos no sector de negócios, de que se reformou em 1999, foi correspondente de vários órgãos de informação portugueses em Israel, pertenceu aos corpos directivos de diversos organismos públicos, e presidiu, durante 11 anos, à Liga de Amizade Israel - Portugal, de Telavive, da qual é, actualmente, Presidente Honorário. Em 2002, o então Presidente da República Jorge Sampaio, também ele Judeu por sua avó materna, agraciou-o com a Comenda da Ordem do Mérito.

## Biografia
Nasceu em Lisboa, a 5 de Outubro de 1933, no Hospital Israelita, na Travessa do Noronha, filho de imigrantes judeus, então recém-chegados da Europa Oriental, Wolf (Lopo) Steinhardt, nascido na Galícia, então parte do Império Austro-Húngaro, e actualmente da Polónia, e de Hermina Kremer Steinhardt, nascida na Transilvânia, então parte da Hungria e actualmente da Roménia. É neto de Hersh Mendel (Herman) Steinhardt e de Regina (Rahel) Rattenhaus, assassinados, durante o Holocausto, pelas forças alemãs da ocupação da Polónia, em Tarnow, e de Ignatz Kremer e Sarai Rosenfeld, ambos falecidos em Satu Mare (Szatmar) na Roménia, antes do Holocausto.
Foi, em Camarate, Loures, que viveu os seus primeiros dois anos, altura em que os seus pais de mudaram para Tremês, Santarém. Aos cinco anos, a família mudou-se para Lisboa. Fez a instrução primária na Escola Municipal N.º 1, à Rua do Saco, em Lisboa, e o ensino secundário, na Escola Portugália, na Rua Palmira, em Lisboa. Desde então completou vários cursos relacionados com as suas actividades.
Casou com Gusta Szary Steinhardt, com quem teve um só filho, Gabriel Szary Steinhardt, casado com Martha Schvarzman Steinhardt. Têm dois netos: Daniel e Micael.
Trabalhou na Fábrica Torrejana de Azeites, Ldª, como responsável pela exportação; foi depois administrador-gerente de Rosi Pollak, Malhas, Alta-Costura SARL, e até 1976, director do Serviço de Encomendas (Order Service), da General Electric Portuguesa SARL.
Em 1976, a família fez aliá para Israel, onde trabalhou durante 24 anos, no grupo American Israeli.Paper Mills, Ltd, de Hadera, primeiro em Planeamento de Marketing e depois como director do Centro de Informação (Chief Information Officer).
Sem nunca descurar a sua afinidade com Portugal, dedicou-se paralelamente ao jornalismo tendo sido correspondente das Agências ANOP e LUSA, que sucedeu à primeira, num total de 28 anos. Antes foi correspondente de vários jornais portugueses, da RTP, da Rádio Comercial e da RDP (Antena Um).
Pertenceu às direcções da Sociedade da Língua Portuguesa, Lisboa, Centro Israelita de Portugal, Lisboa, Comunidade Israelita de Lisboa, Lisboa, Conselho do Livro Hebraico, Tel Aviv, Prémio Mordechay Bernstein, Tel Aviv, Liga de Amizade Israel-Portugal, Tel Aviv.
A 17 de Outubro de 2002 foi feito Comendador da Ordem do Mérito.

## Estudioso do Judaísmo em Portugal
Desde muito cedo, sentiu-se atraído para o estudo da história dos judeus em Portugal e para a pesquisa dos vestígios do judaísmo e do criptojudaísmo. É uma personalidade curiosa: não suporta temas históricos por decifrar. Quase tudo quanto tem publicado é fruto dessa curiosidade e da decifração desses pequenos "mistérios". Escreveu muitos artigos, em diversas línguas, escreveu dois livros e participou em livros de âmbito colectivo. Colaborou, como voluntário da Liga dos Amigos do Museu da Diáspora, de Telavive, na recolha de documentação fotográfica, sonora e filmada dos últimos judeus secretos em Portugal.

## Algumas Obras Publicadas
- 1964 - Uma Comunidade de Anussim Isolada no Norte de Portugal – jornal "Haarets", de Tel Aviv, em hebraico   (קהילת אנוסים בודדת בצפון פורטוגל)
- 1970 – A respeito de uma inscrição fenícia no Brasil – in «A Bem da Língua Portuguesa» n.º 4 – Lisboa pp, 1-5
- 1971 – Influência do português na linguagem coloquial dos judeus de Amesterdão – in «A Bem da Língua Portuguesa", Lisboa
- 1972 – Sefardismo Português – in «Língua e Cultura» – Tomo II n.º 2, Lisboa
- 1978 – The Hidden Jews of Belmonte -  in The Jewish Chronicle, London, Colour magazine, pp. 6–21 – com Amílcar Paulo
- 1994 – Papermaking in a Detention Camp in Mauritius – in Hand Papermaking, USA
- 1997 - Ben-Rosh. Biografia do Capitão Barros Basto, Lisboa, Afrontamento, Porto (Prémio Eça de Queiroz) – com Elvira de Azevedo Mea
- 1999 - O último arrabi da Guarda e a família Cáceres da Diáspora Portuguesa – in Guarda – História e Cultura Judaica – Câmara Municipal da Guarda – pp 157 –164
- 1999 - The Contributions of Captain Barros Basto, Apostle of the Marranos, in Shofar, University of Nebraska Press. Fall 1999, pp 65–78 – Com Elvira de Azevedo Mea
- 2001 – Até ao fim do mundo (história de Pedro e Inês) – in Et-Mol, Jerusalém, em hebraico  (עד קץ העולם)
- 2002 – O Juiz e o General – Estudos em homenagem a Francisco José Velozo – Universidade do Minho – Associação Jurídica de Braga
- 2003 – Judaisantes de Vila Cova à Coelheira – in Cadernos de Estudos Sefarditas n.º 3 – Lisboa - pp. 195 – 239
- 2003 – O Tesouro da Ilha (uma Torá encontrada numa gruta em S. Miguel dos Açores) in Et-Mol, Jerusalém - em hebraico (  אי המטמון)
- 2005 - Um documento hebraico sobre a batalha de Toro - in Cadernos de Estudos Sefarditas, Lisboa, pp. 115–134
- 2005 – Civil Society in Israel – NATO Seminar -Lisbon
- 2006 – A Casa de David e a Casa de Bragança – in Et-Mol, Jerusalém, em hebraico  ( בין בית דויד לבית ברגנסה)
- 2006 – Eça de Queiroz e os Amzalak – in Tikva – CIL, Lisboa
- 2006 - Judeus de Lisboa – in Metropolis, Tel Aviv – edição especial sobre Lisboa, em hebraico (נוצרים בעל כורחם)
- 2007 – Elias Lipiner – in Memoriam – Arquivo Histórico Judaico Brasileiro
- 2009 – Origem da palavra "marrano" - in Almocreve, Carção, Trás-os-Montes, 8/2009, p. 53
- 2010 – O Primeiro Desterro dos Judeus Portugueses – in Latitudes – Cahiers Lusophones - Paris
- 2011 – As Tabafeias e a sua Origem – im Almocreve, Carção, Trás-os-Montes
- 2012 - Raízes dos Judeus em Portugal, Lisboa, Nova Vega, colecção Sefarad

Nesta sua obra mais recente, Inácio Steinhardt descreve a presença milenária dos judeus no território que viria a ser o Reino de Portugal. Quando D. Afonso Henriques obteve o reconhecimento do seu reino independente, em 1143, já viviam judeus na Península Ibérica há, pelo menos, um milénio. A escassez de fontes documentais fidedignas sobre a presença judaica nos territórios, que viriam a fazer parte do Reino de Portugal, não encorajou muitos estudos por parte dos historiadores tradicionais, que baseavam as suas investigações em documentos escritos. Os judeus diferenciavam-se dos outros povos por se considerarem sempre uma nação no Exílio, cujo anelo milenário era o retorno à Terra de Israel, contribuindo para a prosperidade dos seus anfitriões, tendo sido um elemento estrutural no processo de reconquista, da expansão portuguesa a partir do Noroeste Peninsular, bem como no povoamento e na formação do Reino, como Sisnando Davides, Yahya ben Yaish e seus descendentes.